# Movita
Movita, all'anagrafe Maria Luisa Castaneda (Nogales, 12 aprile 1916 – Los Angeles, 12 febbraio 2015), è stata un'attrice statunitense di origini messicane che, nella sua carriera, usò talvolta anche il nome di Movita Castaneda.
Alcuni film la videro protagonista o comprimaria, ma nel resto della sua carriera le furono affidati ruoli di contorno, relegata a parti di caratterista per il suo tipo di bellezza - esotica per gli standard hollywoodiani - che la portò a interpretare sullo schermo ruoli di personaggi latini, pellerossa o polinesiani.
Viene ricordata anche per essere stata la seconda moglie di Marlon Brando.

## Filmografia

### Cinema
- El Dios del mar, regia di Francisco Moreno (come Paco Moreno), Edward D. Venturini (1930)
- Carioca (Flying Down to Rio), regia di Thornton Freeland (1933)
- La buenaventura, regia di William C. McGann (1934)
- El escándalo
- Tres Amores, regia di Jesús Topete e Aubrey Scotto (1934)
- Señora casada necesita marido, regia di James Tinling  (1935)
- The Tia Juana Kid, regia di Jack Nelson (1935)
- La tragedia del Bounty (Mutiny on the Bounty), regia di Frank Lloyd (1935)
- El diablo del Mar, regia di Juan Duval (1935)
- Captain Calamity, regia di John Reinhardt (1936)
- El capitan Tormenta, regia di John Reinhardt (1936)
- La perla nera (Paradise Isle), regia di Arthur Greville Collins (1937)
- Uragano (The Hurricane), regia di John Ford e Stuart Heisler (1937)
- La rosa di Rio Grande (Rose of the Rio Grande), regia di William Nigh (1938)
- Uomini e lupi (Wolf Call), regia di George Waggner (1939)
- Girl from Rio, regia di Lambert Hillyer (1939)
- Tower of Terror, regia di Lawrence Huntington (1941)
- Il massacro di Fort Apache (Fort Apache), regia di John Ford (1948)
- The Mysterious Desperado, regia di Lesley Selander (1949)
- Luce rossa (Red Light), regia di Roy Del Ruth (1949)
- La carovana dei mormoni (Wagon Master), regia di John Ford (1950)
- Federal Man, regia di Robert Emmett Tansey (come Robert Tansey) (1950)
- Le furie (The Furies), regia di Anthony Mann (1950)
- L'amante (A Lady Without Passport), regia di Joseph H. Lewis (1950)
- Ogni anno una ragazza (The Petty Girl), regia di Henry Levin (1950)
- Kim, regia di Victor Saville (1950)
- I tre soldati (Soldiers Three), regia di Tay Garnett (1951)
- Saddle Legion, regia di Lesley Selander (1951)
- Wild Horse Ambush, regia di Fred C. Brannon (1952)
- La sposa sognata (Dream Wife), regia di Sidney Sheldon (1953)
- Cavalca vaquero!  (Ride, Vaquero!), regia di John Farrow (1953)
- La valanga degli uomini rossi (Apache Ambush), regia di Fred F. Sears (1955)

### Televisione
- The Adventures of Kit Carson – serie TV, 1 episodio (1951)
- General Electric Theater – serie TV, episodio 4x15 (1956)
- Conflict – serie TV, episodio 1x08 (1956)
- Cool and Lam – film TV (1958)
- Panic in Echo Park – film TV (1977)
- California (Knots Landing) – serie TV, 14 episodi (1987-1989)